# Djibril Tamsir Paye
Djibril Paye (1990. február 26. –) guineai válogatott labdarúgó, a francia negyedosztályú SO Romorantin hátvédje.

## Mérkőzései a guineai válogatottban
| #  | Dátum            | Ellenfél | Eredmény | Kiírás                              | Esemény |
| -- | ---------------- | -------- | -------- | ----------------------------------- | ------- |
| 1. | 2014. március 5. | Irán     | 2 – 1    | barátságos mérkőzés                 | 77'     |
| 2. | 2015. január 28. | Mali     | 1 – 1    | Afrikai nemzetek kupája-csoportkör  | 57'     |
| 3. | 2015. február 1. | Ghána    | 0 – 3    | Afrikai nemzetek kupája-negyeddöntő | 89'     |